# Vattjom
Vattjom est une localité de la commune de Sundsvall dans le comté de Västernorrland en Suède.
Sa population était de 534 habitants en 2019.